# Peta (Katze)
Peta (* vor 1964; † 1980) war der erste weibliche Chief Mouser to the Cabinet Office.

## Als Chief Mouser
Nach dem Tod von Peter III im Jahr 1964 wurde Peta, die ursprünglich Manninagh Katedhu hieß und von der Isle of Man stammte, die neue Mäusejägerin in der Downing Street No. 10. 1969 sollte Peta entlassen werden, da sie so faul war. Aus Angst vor öffentlichen Gegenreaktionen behielt der damalige Premierminister Harold Wilson sie aber im Amt. Stattdessen setzte er noch eine weitere Unterstützung, den Kater Wilberforce, ein.
Während Wilberforce weiterhin Mäusejäger blieb, wurde Peta 1976 auf einen Landsitz außerhalb Londons gebracht, wo sie 1980 starb.